# Feel the Rush
Feel the Rush är en låt framförd av Adriana de Moura, en brasiliansk-amerikansk konstnär som blev känd efter sin medverkan som en av "hemmafruarna" i den amerikanska realityserien The Real Housewives of Miami. Låten kom till efter att de Moura ombetts spela in musik med den brasilianska musikproducenten Silvio Riccheto. Refrängen av "Feel the Rush" användes som intromusiken i andra och tredje säsongen av The Real Housewives of Miami och låten möjliggjordes även för digitalnedladdning via iTunes och Amazon.com den 4 oktober 2012.

## Bakgrund, inspelning och utgivning
I februari 2011 blev den brasiliansk-amerikanska konstnären Adriana de Moura igenkänd som en av "hemmafruarna" i den amerikanska realityserien The Real Housewives of Miami som sändes på TV-kanalen Bravo. Efter sin medverkan i serien frågade den brasilianska musikproducenten Silvio Riccheto om hon ville spela in musik med honom. De Moura, som lärde sig spela piano som sjuåring, hade också tidigare erfarenheter av sång och uppträdde ibland i vuxen ålder vid pianobaren The Garwood Lounge på Fisher Island i Miami.
Riccheto skrev och producerade en poplåt som fick titeln "Feel the Rush" som hade ytterligare låttext skapad av de Moura och Bryan Gentry. Efter färdigställandet skickade de Moura låten till Bravo i hopp om att den skulle användas som intromusik till andra säsongen av The Real Housewives of Miami. Bravo godkände förslaget trots att kanalen tidigare bara hade använt instrumentalmusik till sina Real Housewives-serier. "Feel the Rush" möjliggjordes för digital nedladdning via iTunes och Amazon.com den 4 oktober 2012.

## Musikvideo och liveframträdande
En musikvideo till "Feel the Rush" regisserades och producerades av Jonathan Jaeskoff för Silent Storm Entertainment. De Moura framförde låten live vid nattklubben Mansion i Miami Beach den 28 november 2012. Hon framförde även en remixversion av George Padai med rapparen Bryan Gentry och flera bakgrundsdansare.

## Utgivningshistorik
| Land/Region    | Datum          | Format              | Skivbolag      |
| -------------- | -------------- | ------------------- | -------------- |
| USA            | 4 oktober 2012 | Digital nedladdning | Richetto Music |
| Storbritannien | 4 oktober 2012 | Digital nedladdning | Richetto Music |
| Spanien        | 4 oktober 2012 | Digital nedladdning | Richetto Music |
| Frankrike      | 4 oktober 2012 | Digital nedladdning | Richetto Music |
| Japan          | 4 oktober 2012 | Digital nedladdning | Richetto Music |